# Едра кехлибарена риба
Едрите кехлибарени риби (Seriola dumerili) са вид актиноптери от семейство Сафридови (Carangidae).Срещат се в Бразилия. 
Те са незастрашен вид.
Таксонът е описан за пръв път от Антоан Рисо през 1810 година.